# Cimarron (Kansas)
Pour les articles homonymes, voir Cimarron.
La ville de Cimarron est le siège du comté de Gray, situé dans le Kansas, aux États-Unis.